# Lena Pillico
Lena Pillico (w. Lena Pilichowska z domu Goldmann) (ur. 1884 w Łodzi, zm. 1947 w Londynie) – polska i angielska malarka i projektantka tkanin pochodzenia żydowskiego przebywająca na emigracji w Londynie. 

## Życiorys
Lena Pillico była malarką i projektantką tkanin, żoną malarza Leopolda Pilichowskiego, z którym w 1904 wyjechała do Paryża, a następnie w 1914 do Londynu, gdzie zamieszkali na stałe. Leopold Pilichowski był prezesem Towarzystwa Artystycznego Ben Uri (1926–32). Lena Pilichowska używając pseudonimu Madame Pillico wystawiała prace na pokazach „Sztuki żydowskiej” w Whitechapel w 1923 i 1927. Również w 1927 zorganizowała wystawę w swojej pracowni St John's Wood dla „Jewish Art & Literary Society Ben Uri”, była pierwszą kobietą wystawiającą w Towarzystwie. Brytyjscy krytycy opisywali jej projekty jako „dekoracyjne” i „we współczesnym duchu”, podczas gdy na kontynencie malarstwo Pilichowskiej było postrzegane jako akademickie. Była znana w Europie ze swoich portretów i obrazów o tematyce żydowskiej, jako jedna z pierwszych kobiet wystawiała w "Seven and Five Society" w Londynie w latach 1923–1927.
Z małżeństwa z Leopoldem Pilichowskim miała dwie córki i dwóch synów: Maję Gainsborough (1904–1936) i Theę Doniach (1907–1986), Viviena Pilley (Pilichowskiego) (1907–1982) i Teddiego Pilley (Pilichowskiego) (1909–1982) – lingwistę i tłumacza.